# Сакиева, Куляш Срымбетовна
Куляш Срымбетовна Сакиева (каз. Күләш Сырымбетқызы Сәкиева; 15 февраля 1920, Зайсан, Семипалатинская область, РСФСР — 4 февраля 2019, Семей, Казахстан) — советская и казахстанская актриса, певица. Народная артистка Казахской ССР (1958), Заслуженная артистка Казахской ССР (1947). Депутат Верховного Совета Казахской ССР 4-го созыва (1955—1959).

## Биография
Родилась 15 февраля 1920 года в городе Зайсан.
С детства увлекалась музыкой, как и её четверо братьев. В 1930-х годах вместе со старшим братом Сапаргали переехала в Алма-Ату и поступила на рабфак по специальности «школьный учитель». В 1937 году решила связать свою жизнь с театром. Она бросила учёбу на рабфаке и поступила в Алма-Атинское театральное училище, была ученицей режиссёра Аскара Токпанова. В 1941 году окончила училище, выпускной для неё была роль Луизы («Коварство и любовь» Ф. Шиллера).
После окончания училища стала актрисой Джамбульского областного театра драмы.
Дебютировала в роли Куникей в спектакле М. Ауэзова «Каракыпшак Кобыланды». Роли Енлик («Енлик и Кебек» М. Ауэзова), Баян, Кыз Жибек («Козы-Корпеш и Баян-Слу» и «Кыз-Жибек» Г. Мусрепова). Во время Великой Отечественной войны выступала перед тружениками тыла и ранеными солдатами. В 1952 перешла в Семипалатинский музыкально-драматический театр. С этим театром связан расцвет её карьеры, на его сцене она сыграла более ста жанровых ролей. Здесь она создала образы Жузтайлак («Ночные раскаты» М. Ауэзова), Анар («Одно дерево не лес» А. Тажибаева), Актокты, Камка («Ахан-сереи Актокты» и «Козы Корпеш — Баян сулу» Г. Мусрепова), Мехмэне Бану («Легенда о любви» Назыма Хикмета). Сочетание драматического мастерства и музыкального таланта актрисы особенно ярко проявились при исполнении ролей Шолпан («Айман — Шолпан» М. Ауэзова), Майры (в одноимённом спектакле А. Тажибаева), Акжунус («Ер Таргын» Е. Брусиловского). Играла в музыкальных драмах. Исполнительница казахских народных песен, автор текста около 60 песен. На сцене более 70 лет, воспитала многих казахских артистов.
Принимала активное участие в политической деятельности. В 1955 году избрана депутатом Верховного Совета Казахской ССР 4-го созыва. В 1971 году принимала участие в XIII съезде Коммунистической партии Казахстана.

## Семья
- Муж — Шарипай Сакиев — актёр Джамбульского областного театра драмы[6].
- Дочь — Айгуль Алиякпарова[6].

## Награды и премии
- Орден «Парасат» (2005)[9]

- Почётная гражданка города Семипалатинска (2002)[10]

- Почетная грамота Верховного Совета Казахской ССР (1980)
- Орден «Знак Почёта» (3 января 1959) — за выдающиеся заслуги в развитии казахского искусства и литературы и в связи с декадой казахского искусства и литературы в гор. Москве[9]
- Народная артистка Казахской ССР (1958) — за создание образа Майры[4]
- Почетная грамота Верховного Совета Казахской ССР (1955)
- Заслуженная артистка Казахской ССР (1947)[9]
- Орден «Знак Почёта» (1945)[9]
- Почетная грамота Верховного Совета Казахской ССР (1944)
- Медаль «За освоение целинных земель»[8]
- Медаль «Ветеран труда»[4]
- Медаль «За трудовые заслуги в тылу»[4]
- Юбилейная медаль «Тридцать лет Победы в Великой Отечественной войне 1941—1945 гг.»
- Юбилейная медаль «50 лет Победы в Великой Отечественной войне 1941—1945 гг.»
- Почётная гражданка города Зайсан[4]
- Государственная стипендия Первого Президента Республики Казахстан — Елбасы в области культуры[11]